# Abu Inrane Alfaci
Abu Inrane Muça ibne Issa ibne Abi Alhajaje Alfaci (em árabe: أبو عمران موسى بن عيسى بن أبي الحاج الفاسي; romaniz.: Abu Imran Musa ibn Isa ibn Abi al-Hajj al-Fasi; m. 1039), também conhecido só como Abu Inrane Alfaci, foi um alfaqui marroquino maliquita do séculos X e XI. Provavelmente nasceu entre 975 e 978 em Fez. Foi para Ifríquia, onde se estabeleceu em Cairuão e estudou com Alcabici (morreu em 1012). Com Alcabici, apresentou o jovem ibne Xarafe à poesia. Algum tempo depois, ficou em Córdova com ibne Abde Albar e acompanhou as palestras de vários estudiosos de lá, que seus biógrafos listam. É considerado um santo pelos místicos sufis posteriores. Ele desempenhou um papel importante na história do Império Almorávida. Foi seu ensino em Cairuão (Tunísia) que primeiro despertou Iáia ibne Ibraim, que estava retornando da peregrinação (haje) e frequentou os cursos de Abu Inrane. Isso inspirou a fundação dos almorávidas.